# Равне (Церкље на Горењскем)
Равне (словен. Ravne) је насељено место у општини Церкље на Горењскем, Горењска регија, Словенија.

## Историја
До територијалне реорганизације у Словенији биле су у саставу старе општине Крањ. Као самостално насеље, Равне постоје од 1994. године. Настало је издвајањем дела из насеља Апно.

## Становништво
У попису становништва из 2011. године, Равне су имале 32 становника.
| Број становника према пописима | Број становника према пописима |
| ------------------------------ | ------------------------------ |
| 2002                           | 2011                           |
| 30                             | 32                             |

Напомена: Године 1994. настала издвајањем дела из насеља Апно.